# Avraham Yasky
Avraham Yasky (în ebraică: אברהם יסקי, n. 14 aprilie 1927, Chișinău, România – d. 28 martie 2014, Tel Aviv, Israel) a fost un arhitect israelian, născut în Basarabia.

## Biografie
Yaski s-a născut în 1927 la Chișinău, în Regatul României (azi capitala Republicii Moldova) într-o familie de evrei - părinții săi fiind  Samuel și Mina Yasky. La 8 ani, în 1935 a emigrat împreună cu familia în Palestina, aflată atunci sub mandat britanic. 
Yasky a servit in armata israeliană în Războiul de Independență (1948-1949). Apoi, până în 1951, el a studiat arhitectura la Politehnica din Haifa (Technion). Apoi, la începutul carierei a lucrat la biroul de arhitectură al lui Arie Sharon. La 25 ani, împreună cu Shimon Povzner a proiectat Piața Malkhey Israel din Tel Aviv, cunoscută astăzi ca Piața Rabin, și apoi, clădirea Primăriei Tel Aviv din aceasta piață.  
Primele sale  proiecte, ca de pildă, „apartamentele pe un sfert de kilometru” din 1960 (împreună cu Amnon Alexandroni) a fost, în mare parte, din beton.  

În 1965 Yasky a deschis o firmă proprie de arhitecți si urbaniști, numită ulterior Moore Yasky Sivan. Între 1987-1991 a fost conferențiar la Technion.
În 1970 s-a asociat la firma sa arhitectul Yaakov Ghil (care s-a retras, ulterior, în 1992), iar in 1973 - arhitectul Yossi Sivan. În 1990 s-a alăturat și unul din fiii lui Yaski, Yaakov Yasky, care a făcut doctoratul în arhitectură la Universitatea Carnegie Mellon din Pittsburg. 
În 1994 Yasky a fondat Școala de arhitectură a Universității din Tel Aviv, pe care a condus-o până în 1998. În 2006 compania Moore Yasky Sivan Architects era cel mai mare birou de arhitecți din Israel, având 73 angajați, dintre care circa 30 arhitecți.
Prin această firmă Yasky a contribuit în mod semnificativ la dezvoltarea urbană a Tel Avivului. Proiecte precum Centrul Azrieli a deschis un nou capitol în istoria arhitecturii orașului care s-a distins prin construcția de zgârie nori. Lucrările târzii ale lui Yasky au marcat tranziția de la folosirea betonului din perioada de arhitectura brutalistă spre arhitectura strălucitoare bazată mai ales pe sticlă.
Totuși, Yasky considera realizările sale din beton ca reprezentând cea mai bună perioadă a vieții sale și a arhitecturii israeliene.
În anii 1979-1983 Yasky a fost membru al consiliului primăriei Tel Aviv, iar în 1987-1993 a fost președintele Oficiului inginerilor și arhitecților din Israel.
Avraham Yasky a murit în 2014 la Tel Aviv la vârsta de 86 ani.
A fost înhumat la Cimitirul Kiryat Shaul din Tel Aviv.

### Viața privată
Yaski a lăsat trei fii - Yaakov, Shaul și Yuval, la rândul lor arhitecți.

## Selecție de proiecte realizate
- 1979 - Turnul Amot Hashkaot la Tel Aviv
- 1952 -  Kikar Malkhey Israel (Piața regilor Israelui) (astăzi Kikar Rabin Piața Rabin - împreună cu Shimon Povzner - locul I la concurs
- 1953 - Kikar Haatzmaut - Piața Independenței din Natania, cu Shimon Povzner și cu sculptorul Moshe Ziffer
- 1954 - Mormântul comun al apărătorilor de la kibutzul Nitzanim, cu Shimon Povzner și sculptorul Moshe Ziffer
- 1955 - Facultatea de economie și științe sociale Kaplan , la Universitatea Ebraică din Ierusalim cu Shimon Povzner
- 1957 - Hostel pentru absolvenți de universitate la Beer Sheva
- 1960 - proiect de bloc de locuințe la Beer Sheva, și centrul de integrare a imigranților Yaelim (Blocul de un sfert de kilometru) în Cartierul Hey din Beer Sheva
- 1963 - Institutul de studiul metalelor din Kiryat Hatechnion, Haifa,
- 1963 - Clădire de locuințe pentru ziariști la Tel Aviv - cu Amnon Alexandroni
- 1964 - Hostel pentru absolvenți de universitate la Nazaret
- 1964 - O școală în Cartierul Katamonim la Ierusalim, cu Amnon Alexandroni
- 1969-1983 - Căminele studențești ale Universității din Tel Aviv de pe strada Einstein - cu Yaakov Ghil,
- 1969 - Spitalul Herzfeld din Ghedera, (Premiul Rechter)
- 1975 - Beit Halohem (Casa Luptătorului) din Tel Aviv - cu Yaakov Ghil si Haika Friedman
- 1978 - Beit IBM din bulevardul Shaul Hamelekh,colț cu H.Weizman, la Tel Aviv
- Turnul Companiei de electricitate de la intersecția străzilor Derekh Beghin si Hahshmal la Tel Aviv
- 1985 - Mallul (Knion) Hasharon, pe strada Herzl 60, la Natania
- 1989 - Turnul Opera (Migdal Haopera) din Tel Aviv
- anii 1990 - Turnurile Azrieli (Migdeley Azrieli - proiectul inițial fiind al lui Eli Atiya)
- 1993 - Mallul Ierusalim - cu Yossef Sivan și întreprinzătorul David Azrieli
- 2003 - Turnurile (Migdeley) Tzameret, pe strada Pinkas din Tel Aviv
- 2005 - Turnurile YOO - firma Yasky-Sivan și designerul Philip Stark
- Migdal Manhattan
- Restaurarea clădirii Ambasadei Federației Ruse la Tel Aviv

## Premii și onoruri
- 1957, 1976 - Premiul Rokah
- 1970 - Premiul Rechter - pentru proiectarea Spitalului geriatric Herzfeld din Ghedera.
- 1975 Premiul Kaplan
- 1982 - Premiul de stat - Premiul Israel pentru arhitectură

## Note

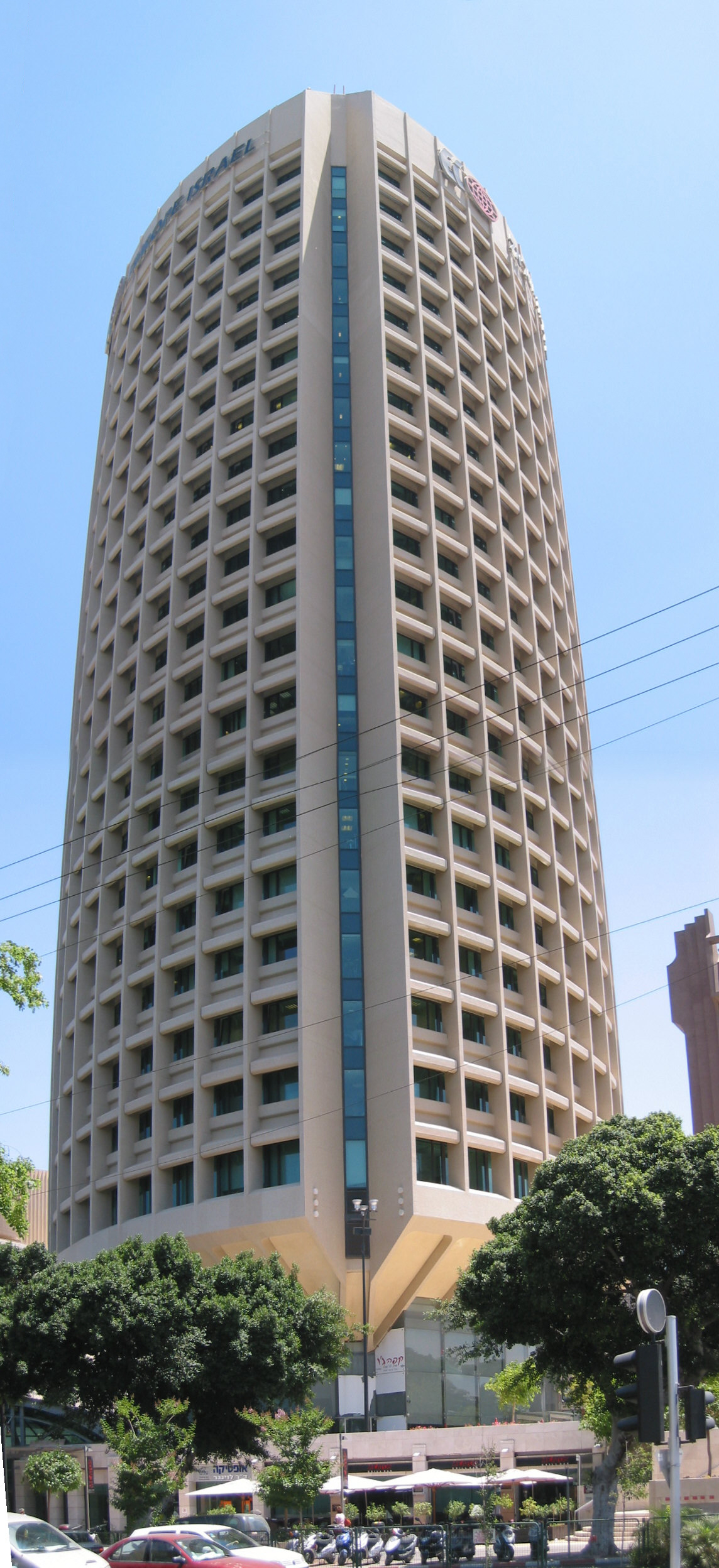
Fostul Beit IBM la Tel Aviv, azi Migdal Amot Hashkaot
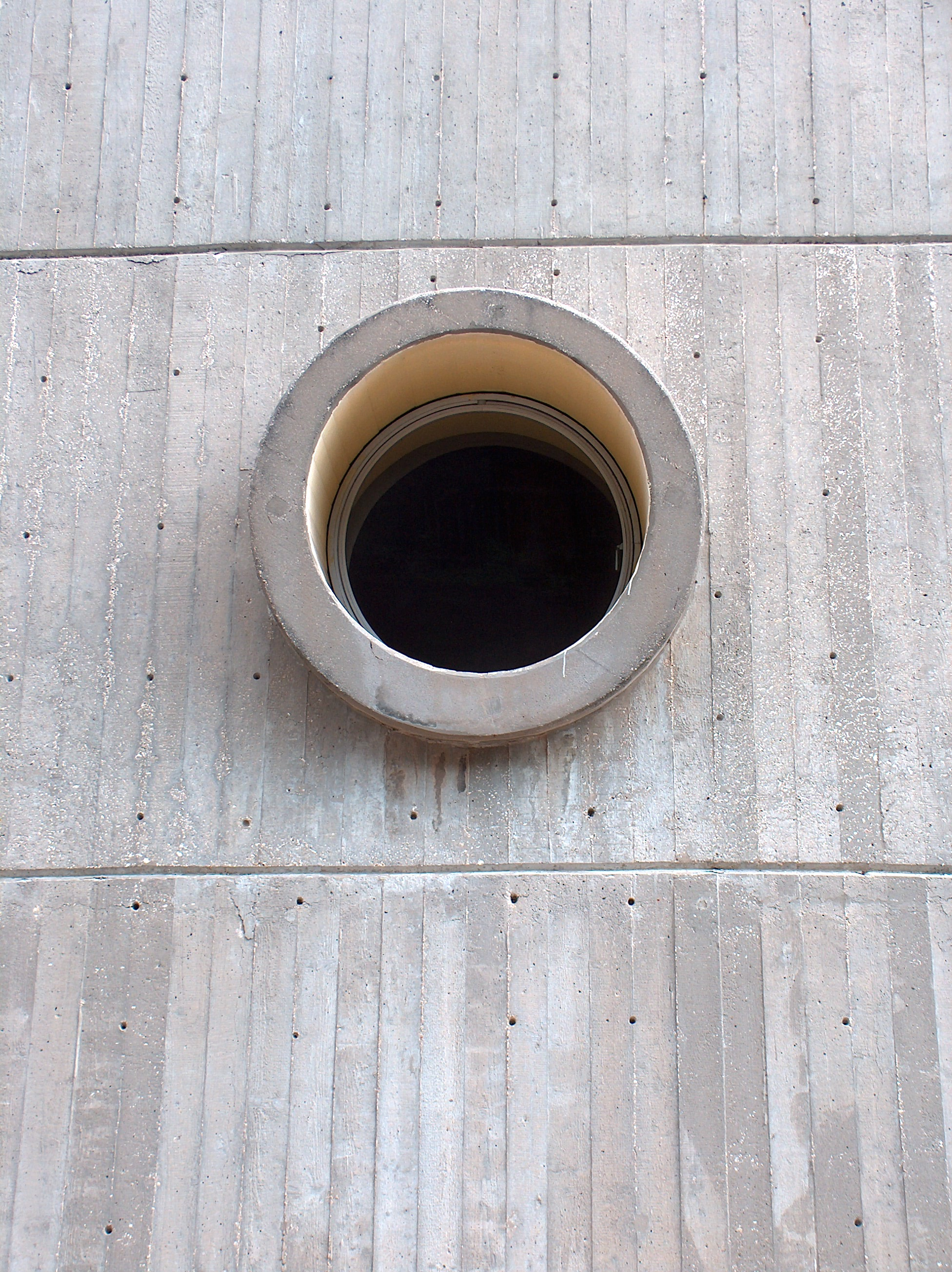
Deschidere pentru iluminare la Casa Luptătorului - Beit Halohem din Tel Aviv
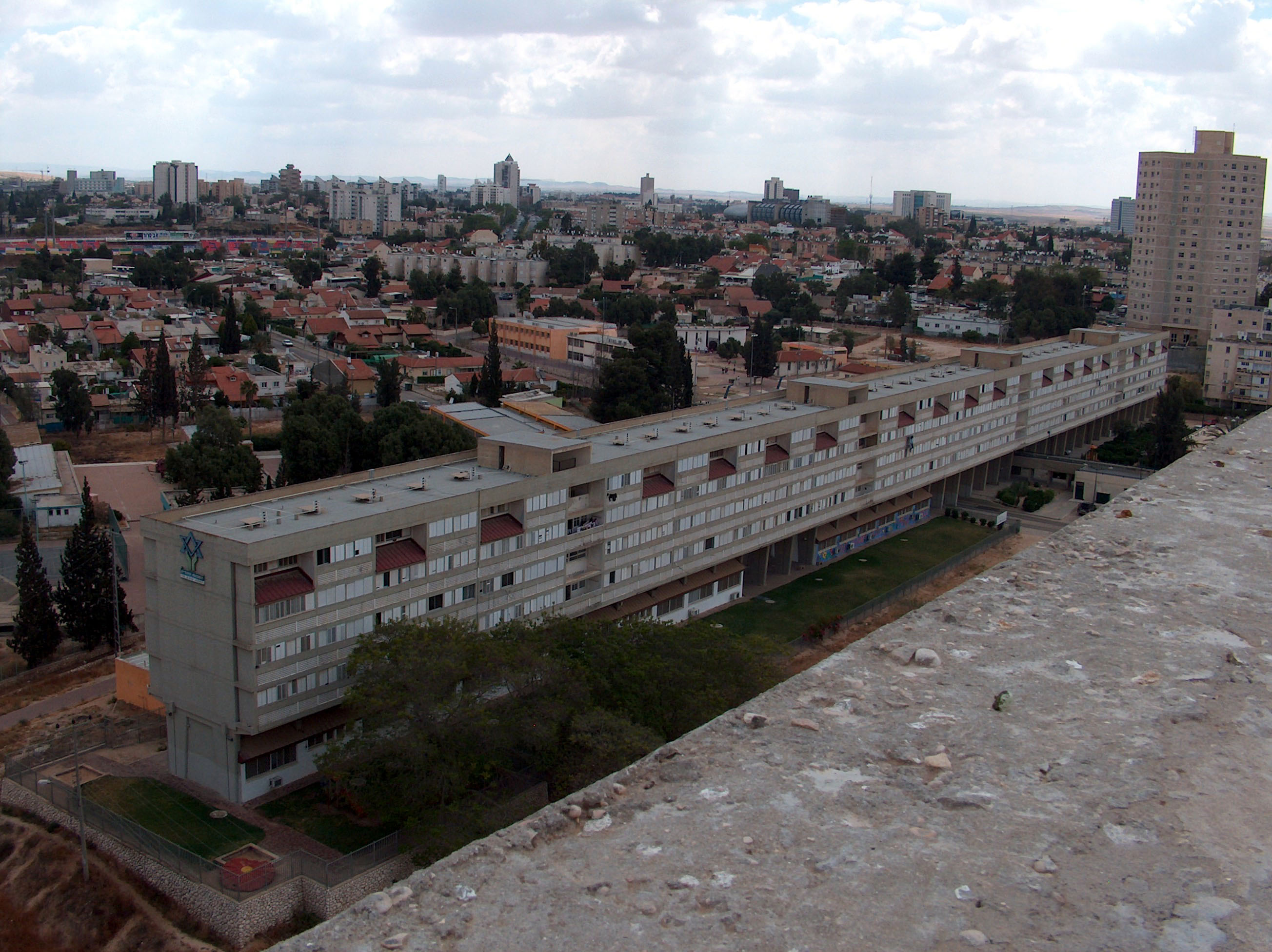
Blocul „de sfert de kilometru" din Beer Sheva
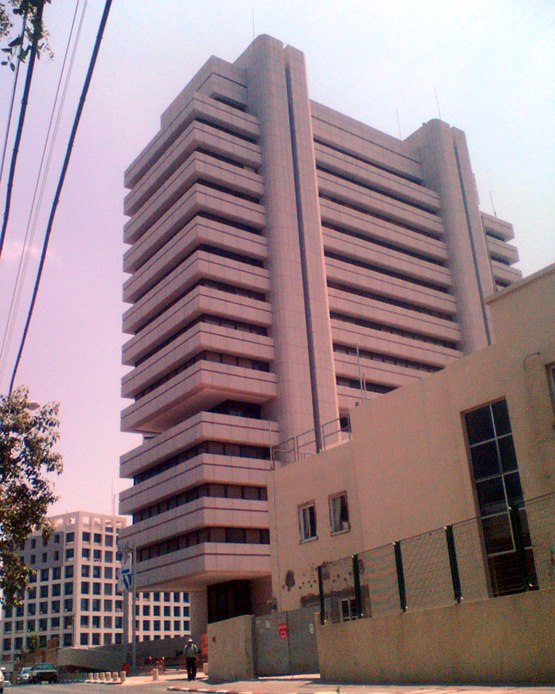
Turnul Companiei de Electricitate pe Derekh Beghin la Tel Aviv